# 독일 국민에게 고함
⟪독일 국민에게 고함⟫은 독일의 철학자 피히테의 책으로 나폴레옹의 프랑스 제국의 독일 점령에 대응하여 독일의 민족주의를 옹호하기 위하여 저술되었다. 

## 저술 동기
1807년 나폴레옹과 프로이센의 전쟁은 굴욕적인 틸지트의 강화로 끝났다. 종군을 원하였으나 허가되지 않았고, 적의 치하에 있는 것을 불결하게 생각해 아직 점령되지 않은 각지로 전전하였던 피히테는 강화조약이 체결된 이후에 베를린으로 돌아와, 최악의 불행한 상태에서 조금씩 자유와 독립을 되찾으려고 하는 기운이 고조되어 가고 있음을 알았다. 그리하여 그는 1807년 12월부터 다음해 3월까지 매주 일요일의 저녁 때 프러시아 학사원의 대강당에서 연속 강연을 하여 독일인의 애국심을 환기시켰는데, 그 강연 내용이 바로 이 저서이다. 프랑스군의 엄격한 점령하에 있었기 때문에 그것은 목숨을 건 일이었고 출판업자인 파름은 피히테에게 공감하여 반불적(反佛的) 서적을 펴냈다는 이유로 총살을 당하였다.

## 내용
그의 열렬한 애국심은 후에 파시즘에 (발췌적으로) 이용되기도 하는 쇼비니즘적인 면이 없지도 않지만, 그가 호소하려던 근본적인 것은 그 자신의 역사철학에 입각한 인간적 자유의 실현이었다. 그는 현실을 이기심만이 현저하게 발달한 '완성된 죄의 상태'의 시대라 하였고, 그것을 '이성 학문의 상태'로 높여야 할 시기에 도달하였다고 보았던 것이다. 그러기 위해서는 독일 국민 전체의 자각이 필요하고 거기에는 교육이 불가결하다. 그 교육이란 참다운 인간적 자유를 자각시키는 페스탈로치의 신교육이다. 인간의 완전성이라는 자질에서 독일인은 가장 혜택을 받고 있다. 그러므로 만일 독일인이 망한다면 전 인류도 희망을 잃게 된다는 것이다. 독일의 청년을 교육시킴으로써 독일을 구하고, 그것을 근본으로 하여 전 인류의 도덕적 개혁을 실현하지 않으면 안 된다고 주장하였다.

## 같이 보기
- 독일 국민주의
- 내셔널리즘
- 나폴레옹 전쟁
- 독일의 통일

## 참고 문헌
- 이 문서에는 다음커뮤니케이션(현 카카오)에서 GFDL 또는 CC-SA 라이선스로 배포한 글로벌 세계대백과사전의 내용을 기초로 작성된 글이 포함되어 있습니다.